# Die schönste Frau der Welt
Die schönste Frau der Welt ist ein deutscher Stummfilm aus dem Jahre 1924 von Richard Eichberg mit seiner damaligen Ehefrau Lee Parry in der Titelrolle. Der Geschichte liegt ein Roman von Hugo Bettauer zugrunde.

## Handlung
Chefredakteur Fred Holm arbeitet bei einer englischen Zeitung und soll einen von seinem Blatt ausgerichteten Schönheitswettbewerb auf die Beine stellen. In Rom entdeckt er die junge Lucia Sarlo, von der er schlagartig begeistert ist und die er unbedingt nach London als Kandidatin entsenden will. Für ihn ist sie schönste Frau der Welt. In der britischen Hauptstadt eingetroffen, verliebt sich nach ihm selbst auch sein Onkel Henry Garrick in die Italienerin und will Lucia unbedingt heiraten. Anfänglich noch zögerlich, dem Antrag nachzugeben, zeigt sich Lucia in dem Moment dazu bereit, die nächste Mrs. Garrick zu werden, als ihr Bruder von einer heißblütigen Frau lebensgefährlich verletzt wird und Garrick dessen Leben rettet. 
Man fährt mit Bob, Garricks kleinem Sohn aus erster Ehe, nach Neapel, um die Eheschließung vorzubereiten. Als der benachbarte Vesuv ausbricht, werden alle Beteiligten ins Chaos gestürzt. Der Lavastrom überrollt Garricks Villa wird und setzt diese in Brand. Dabei gerät Bob in Lebensgefahr, aus der der gleichfalls anwesende Fred Holm ihn vor dem sicheren Flammentod rettet. Angesichts dieser dramatischen Ereignisse erkennt Henry Garrick die enge Verbindung zwischen Lucia und seinem Neffen und gibt seine Braut in spe für ein glückliches Leben an Freds Seite frei. 

## Produktionsnotizen
Die schönste Frau der Welt entstand im Frühjahr 1924 mit Außenaufnahmen in Amalfi (Italien), passierte die Filmzensur am 13. Juni desselben Jahres und wurde am 21. August 1924 in Berlins Marmorhaus uraufgeführt. Der Sechsakter besaß eine Länge von 2441 Metern und wurde mit Jugendverbot belegt.
Jacques Rotmil und Willi Depenau gestalteten die Filmbauten, der Bühnenbildner Benno von Arent entwarf die Kostüme.
Das Kinoplakat für das 'Marmorhaus' schuf der Graphikkünstler Josef Fenneker.

## Kritiken
Der Tag lobte vor allem die Drehorte: „Bilder, wunderschöne Bilder von Rom und Neapel und einen Vesuvausbruch.“
Die Villacher Zeitung blies ins selbe Horn und meinte: „Dieser Film zeichnet sich besonders durch seine herrlichen Landschaftsbilder aus dem Süden und durch den interessanten Vulkanausbruch aus.“
Wiens Arbeiter Zeitung äußerte sich wesentlich kritischer. Hier war zu lesen, der Film sei „in jeder Beziehung trivial. Die Handlung ist eine verwaschene süßliche Liebesgeschichte, in der die alten Klischeeromanfiguren, die brave Blonde und die böse Schwarze, ihr Spiel treiben. Es gibt da Schurken und Edle, sehr viel Entsagung und sehr viel Rührseligkeit. Die Regie ist einfallsarm, der Karneval ist wirkungslos … die Schönheitskonkurrenz ist einfach lächerlich.“